# Laurembergia coccinea
Laurembergia coccinea är en slingeväxtart som först beskrevs av Carl Ludwig Blume, och fick sitt nu gällande namn av August Kanitz. Laurembergia coccinea ingår i släktet Laurembergia och familjen slingeväxter. Inga underarter finns listade i Catalogue of Life.